# Aminata Turay
Aminata Turay (* 5. September 1970) ist eine sierra-leonische Handballspielerin und vor allem Funktionärin. In der Disziplin Beachhandball gehörte sie der Nationalmannschaft Sierra Leones an.

## Handball
Turay arbeitet als Koordinatorin für den Frauenhandball des Handballverbandes von Sierra Leone. Dabei legt sie vor allem Wert auf die Nachwuchsförderung und die Einbeziehung behinderter Spielerinnen. Seit der Mediziner Patrick E. Coker, der zudem auch seit 2013 NOK-Präsident ist, dem Verband vorsteht, ist die körperliche Ertüchtigung und die Gesundheit von Frauen ein zentrales Anliegen des Verbandes, das insbesondere in Turays Zuständigkeitsbereich fällt. Dazu gehört auch der Kampf gegen HIV, Genitalverstümmelung bei Mädchen und Teenager-Schwangerschaften. Dabei muss Turay oft einfachste Grundlagenarbeit leisten, etwa Spielmaterialien besorgen und Spielfelder anlegen lassen. Unterstützung erhält sie dabei unter anderem auch aus Deutschland.
Für die ersten African Beach Games 2019 im Santa Maria Beach Park auf der kap-verdischen Insel Sal wurde das erste Mal eine weibliche Beachhandball-Nationalmannschaft zusammengestellt. Turay nahm hier selbst als Spielerin teil. Im vergleichsweise fortgeschrittenen Alter von 48 Jahren war sie dabei von Mitspielerinnen umgeben, die selbst fast durchweg im Alter von 15 bis 17 Jahren alt waren. Die unerfahrene Mannschaft verlor bei diesem Turnier alle seine vier Spiele und konnte auch keinen Satz für sich entscheiden, womit die Mannschaft den letzten Platz in der als Liga ausgetragenen Meisterschaft belegte.